# Croatian International 2013
Die Croatian International 2013 fanden vom 11. bis zum 14. April 2013 in Zagreb statt. Es war die 15. Austragung der internationalen Meisterschaften von Kroatien im Badminton.

## Austragungsort
- Dom sportova, Trg Krešimira Ćosića 11

## Sieger und Platzierte
| Disziplin    | Gold                                     | Silber                               | Bronze                              |
| ------------ | ---------------------------------------- | ------------------------------------ | ----------------------------------- |
| Herreneinzel | Wisnu Haryo Putro                        | Mathias Borg                         | Steffen Rasmussen                   |
| Herreneinzel | Wisnu Haryo Putro                        | Mathias Borg                         | Jamie Bonsels                       |
| Dameneinzel  | Natalia Perminova                        | Sandra-Maria Jensen                  | Line Kjærsfeldt                     |
| Dameneinzel  | Natalia Perminova                        | Sandra-Maria Jensen                  | Fontaine Chapman                    |
| Herrendoppel | Christopher Rusdianto Tri Kusuma Wardana | Zvonimir Đurkinjak Zvonimir Hölbling | Florian Schmid Gilles Tripet        |
| Herrendoppel | Christopher Rusdianto Tri Kusuma Wardana | Zvonimir Đurkinjak Zvonimir Hölbling | Theis Christiansen Niclas Nøhr      |
| Damendoppel  | Irina Khlebko Ksenia Polikarpova         | Julie Finne-Ipsen Rikke S. Hansen    | Elisabeth Greutter Sonja Langthaler |
| Damendoppel  | Irina Khlebko Ksenia Polikarpova         | Julie Finne-Ipsen Rikke S. Hansen    | Fontaine Chapman Helena Lewczynska  |
| Mixed        | Niclas Nøhr Rikke S. Hansen              | Frederik Colberg Sara Thygesen       | Zvonimir Đurkinjak Staša Poznanović |
| Mixed        | Niclas Nøhr Rikke S. Hansen              | Frederik Colberg Sara Thygesen       | Theodor Johansen Amanda Madsen      |